# Reserva de Desenvolvimento Sustentável Nascentes Geraizeiras
A Reserva de Desenvolvimento Sustentável Nascentes Geraizeiras (RDS Nascentes Geraizeiras) é uma unidade de conservação de uso sustentável brasileira criada em 2014, e se encontra localizada dentro dos biomas Cerrado e Mata Atlântica, no norte do estado de Minas Gerais. A unidade é gerida pelo Instituto Chico Mendes de Conservação da Biodiversidade (ICMBio) e sua sede é no município de Rio Pardo de Minas. De acordo com o ICMBio, a reserva ainda não dispõe de um plano de manejo.

## Criação
A reserva foi criada devido ao interesse da população local de Geraizeiros, povo tradicional da região do Norte de Minas, em garantir a conservação ambiental da área. Depois de cerca de 12 anos com a população solicitando medidas de conservação, o Ministério Público de Minas Gerais emitiu um parecer recomendando a criação da reserva para o ICMBio em agosto de 2014 e a reserva foi criada em outubro de 2014.